# Zosne
Zosne is een kevergeslacht uit de familie van de boktorren (Cerambycidae). De wetenschappelijke naam van het geslacht werd voor het eerst geldig gepubliceerd in 1866 door Pascoe.

## Soorten
Zosne omvat de volgende soorten:
- Zosne cachita Heller, 1921
- Zosne cincticornis Pascoe, 1866
- Zosne matangensis Breuning, 1950